# ボレアリズム

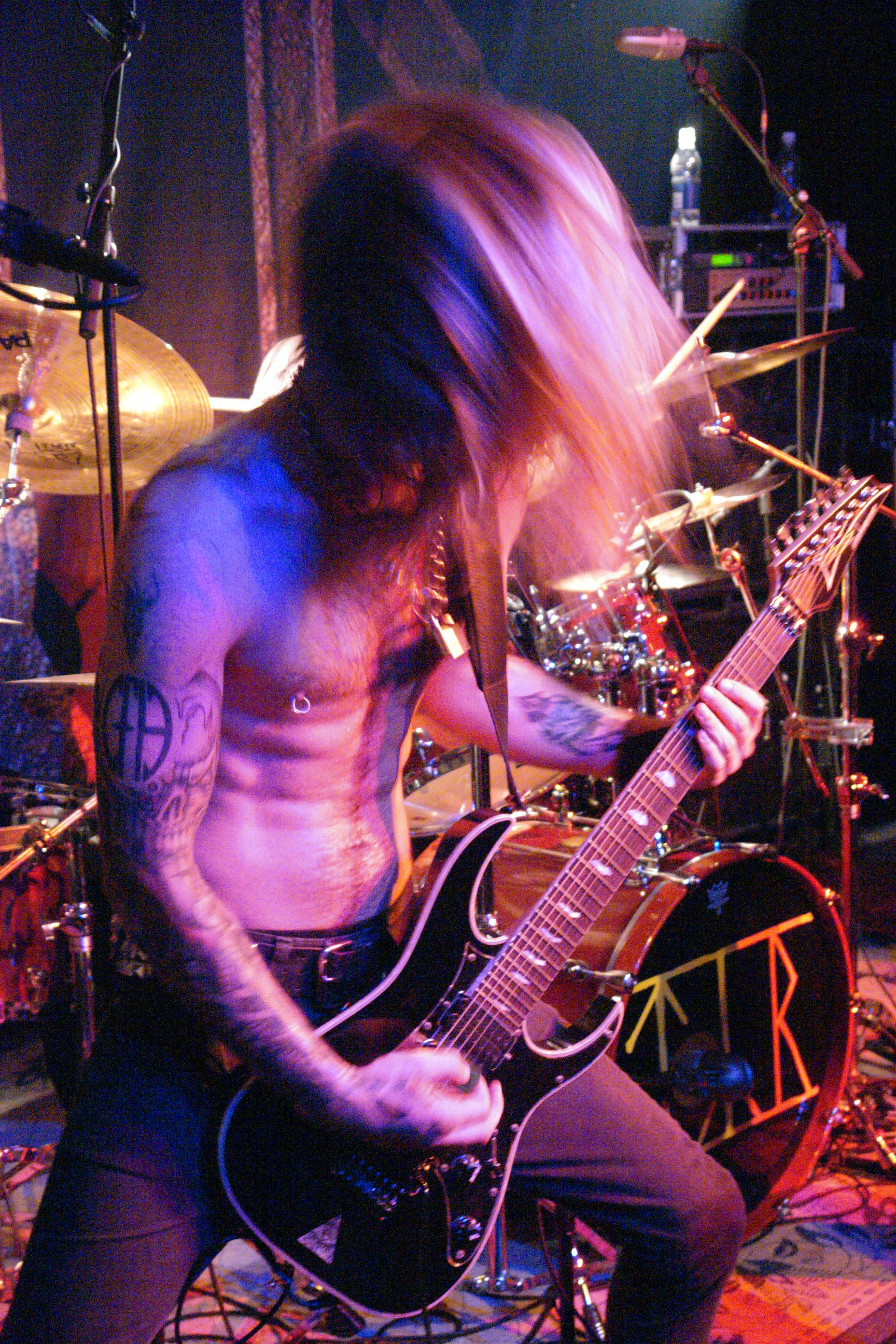
フェロー諸島のフォークメタルバンドのティアが、2007年にコペンハーゲンで公演を行った時の写真。彼らが発展させた「ヴァイキング＝フェロー諸島ブランド」は、北方主義に対する国際的な熱狂を活用した自己異化（セルフ・エキゾチシズム）と解釈されている。

ボレアリズム（北方主義, 北方趣味、Borealism）は、地球の北部地域や文化（特に北欧や北極圏）に対してステレオタイプを課す一種のエキゾチシズムである。
この用語は、エドワード・サイードによって初めて提唱された類似の概念である「オリエンタリズム」に触発されている。ボレアリズムの初期の形態は古代、特にローマ時代の文献に見られるが、オリエンタリズムと同様に、ボレアリズムは18世紀ヨーロッパのロマン主義において花開き、遠い地域に対するロマン主義者の幻想の中に反映されることが多かった。ボレアリズムは、北が独特に野蛮で、居住不可能、あるいは未開の地であるというパラドキシカルな考えや、逆に北が独特に崇高で、純粋で、啓発された地域であるという考えを含むことがある。
北方主義のさらなる形態として、白人至上主義の極右政治家によるボレアル（北方）の明確な援用が挙げられる。

## 語源
ボレアリズムという用語は、ギリシア神話における北風の神ボレアス（Βορέας）に由来する形容詞「ボレアル」から派生している。この用語は、北半球に属するものを示し、南半球を指す「オーストラル」、東を指す「オリエンタル」、西を指す「オクシデンタル」と対比される。
「ボレアル」は「ノーザン（northern）」と同義ではなく、前者は絶対的な位置を示し、後者は相対的な位置を示す。

## 芸術や文化における北方主義
ボレアリズムの例として、2008年から2011年のアイスランド金融危機の際にアイスランドの金融家が「襲撃するヴァイキング」として描かれたこと、スカンジナヴィアの伝統音楽が独特に崇高であると見なされたこと、サーミ人が奇妙で魔法的な野蛮人としてステレオタイプ化されたこと、カナダ人とアメリカ人の違いがカナダ人の北極圏の荒野への近さによって説明されたこと、そしてアイスランドのバンドシガー・ロスの音楽がアイスランドの氷河や火山の独特な地形の産物であると想像されたことが挙げられる。
19世紀末から20世紀初頭にかけて、北欧文学が中央および東ヨーロッパで受容された際に、ボレアリズムは顕著な現象であった。いわゆる「モダン・ブレイクスルー運動」や、スカンジナヴィア象徴主義、印象主義、自然主義、デカダンス、新ロマン主義がヨーロッパの多くの国に影響を与え、地域の演劇や小説、詩に大きな影響を及ぼした（スラブ文学もちょうど同様であった）。また、スウェーデン語、ノルウェー語、デンマーク語の最初のプロの翻訳者（フーゴ・コステルカ、ヘンリク・ハイドゥ、マルギット・G・ベケ）が文学の舞台に登場したのもこの時期であった。これらの翻訳やレビュー、記事は、北欧文化を神話的に読み解く傾向があった。文学的ボレアリズムは、一種の暗黙の修辞学的・詩的規則として理解できる。これを通じて、北欧の人々、領土、文学は他の国々とは人類学的、地理的、文化的に区別されるものとして見なされた。しかし、20世紀初頭のボレアリストによれば、個人に最も大きな影響を与えたのは、氷、雪、山、海、湖、フィヨルド、動植物、火山などの自然現象であったという。

## 極右における北方主義
「ハイパーボレアル」という概念は、ヨーロッパ文明の起源に関連して、ヘレナ・ブラヴァツキーやルネ・ゲノンのような神秘主義や形而上学的な作家によってすでに使用されていたが、「ボレアル」という用語は、イタリアの反動主義者で伝統主義者であるユリウス・エヴォラによって極右の政治的言説に取り入れられた。エヴォラは彼の著書『現代世界に対する反逆』（1934年）で、古代の「オリンピック文明」の中心は「ボレアル」または北欧の「地域」にあったと述べている。ナチスのハインリヒ・ヒムラーが属していた秘密結社「トゥーレ協会」は、アーリア人種が神話的な北方のハイペルボレアから来たと信じていた。
21世紀の政治では、「ボレアル」という言葉は、フランスのジャン＝マリー・ル・ペンやオランダのティエリー・バウデットのような政治家によって、北欧やその民族、文化、言語を指す言葉として使われている。この用語は白人を指す婉曲表現として使われており、移民の少数派と対立するものとしてフレーム化されているが、露骨な人種差別的な意味合いを避けるための試みでもあるとされている。ル・ペンは「ボレアル・ヨーロッパ」や「白人世界」に関する発言をしたことで、2015年にマリーヌ・ル・ペンによって国民戦線から追放された。
この用語は、1990年代以降、ベルリンの壁崩壊後のロシア民族主義運動によっても、民族ロシア人を指すものとして使用されている。
オランダでは、民主主義フォーラム（FvD）のリーダー、ティエリー・バウデットがこの言葉を政治的文脈に導入した。2017年のFvDの最初の党大会で、彼は「我々のボレアル・ヨーロッパ」について語り、2019年のオランダ地方選挙後の勝利演説では「我々のボレアル世界」について述べた。彼の演説に対する批判に応じて、バウデットはインタビューで、彼が指していたのは「美しく詩的なヨーロッパ、西洋文明の表現」であると述べた。バウデットによれば、ボレアルとはオーロラや北極光に照らされる地域、つまり主にヨーロッパや北アメリカの西側諸国を指すという。

## 参照
1. ↑  Green, Joshua, 'From the Faroes to the World Stage', in The Oxford Handbook of Popular Music in the Nordic Countries, ed. by Fabian Holt, Antti-Ville Kärjä (Oxford: Oxford University Press, 2017), pp. 111–29 (esp. p. 123).
2. ↑  Christopher B. Krebs, "Borealism. Caesar, Seneca, Tacitus and the Roman discourse about the Germanic North," in Gruen, E.S. (2010), Cultural Identity in the Ancient Mediterranean, Berkeley: 202-221, esp. 202-3. Kristinn Schram, 'Borealism: Folkloristic Perspectives on Transnational Performances and the Exoticism of the North' (unpublished Ph.D. thesis, University of Edinburgh, 2011), p. 8.
3. ↑  Kristinn Schram, 'Banking on Borealism: Eating, Smelling, and Performing the North', in Iceland and Images of the North, ed. by Sumarliði R. Ísleifsson (Québec: Presses de l'Université du Québec, 2011), pp. 305-27 (p. 310).
4. ↑  Briens, Sylvain (2016). “Boréalisme. Le Nord comme espace discursif”. Études Germaniques 282 (2):  179–188. doi:10.3917/eger.282.0179. ISSN 0014-2115.
5. ↑  Briens, Sylvain (2018-11-19). “Boréalisme. Pour un atlas sensible du Nord”. Études Germaniques 2018 (2):  151–176. doi:10.3917/eger.290.0151. ISSN 0014-2115.
6. ↑  Philip V. Bohlman, 'Musical Borealism: Nordic Music and European History', in The Oxford Handbook of Popular Music in the Nordic Countries, ed. by Fabian Holt and Antti-Ville Kärjä (Oxford: Oxford University Press, 2017), pp. 33-57 (pp. 39-42). ISBN 978-0-19-060390-8.
7. ↑  'Boreal, adj.', Oxford English Dictionary Online, 2nd edn (Oxford: Oxford University Press), accessed 26 July 2019.
8. ↑  Schram, Kristinn (2011). “Banking on borealism: Eating, smelling, and performing the North”. Iceland and Images of the North (Sumarliði Ísleifsson. Québec: Presses de l’université Québec):  305-327. doi:10.2307/j.ctv18pgjb2.16.
9. ↑  Philip V. Bohlman, 'Musical Borealism: Nordic Music and European History', in The Oxford Handbook of Popular Music in the Nordic Countries, ed. by Fabian Holt and Antti-Ville Kärjä (Oxford: Oxford University Press, 2017), pp. 33-57. ISBN 978-0-19-060390-8.
10. ↑  Sanna Lehtonen, 'Touring the Magical North – Borealism and the Indigenous Sámi in Contemporary English-language Children's Fantasy Literature', European Journal of Cultural Studies, 22.3 (2017), 327–44. doi:10.1177/1367549417722091.
11. ↑  Thomas G. Barnes, '"Canada, True North": A "Here There" or a Boreal Myth?', American Review of Canadian Studies, 19.4 (1989), 369-79. doi:10.1080/02722018909481462.
12. ↑  Tore Størvold, 'Sigur Rós: Reception, Borealism, and Musical Style', Popular Music, 37.3 (2018), 371-91 doi:10.1017/S0261143018000442.
13. ↑  Cornis-Pope, Marcel; Neubauer, John (2010). History of the literary cultures of East-Central Europe.. John Benjamins. p. 64. ISBN 978-90-272-3458-2. OCLC 886190389
14. ↑  Gábor Attila, Csúr (2018). “Az Észak-jelenség. A skandináv egzotikum mítosza a Nyugat folyóirat képzetalkotásában”. Irodalomtörténet 99:  425–437. ISSN 0324-4970.
15. ↑  Race blanche" : pour Jean-Marie Le Pen, Nadine Morano a "énoncé une évidence historique
16. ↑  Hoe Thierry Baudet aan de lippen hing van Jean-Marie Le Pen
17. ↑  On owls, women and the boreal world: 10 things Thierry Baudet has said
18. ↑  Meet Thierry Baudet, the suave new face of Dutch rightwing populism
19. ↑  The New Face of the Dutch Far-Right - Thierry Baudet once called politicians brain-dead. Now his upstart white nationalist movement has eclipsed Geert Wilders and won more Senate seats than the prime minister's party